# Schaalsee
Der 24 km² große Schaalsee ist ein See auf der Landesgrenze zwischen Schleswig-Holstein und Mecklenburg-Vorpommern in Deutschland. Er ist einer der tiefsten deutschen Seen und wurde 2019 als Lebendiger See des Jahres ausgezeichnet.

## Beschreibung

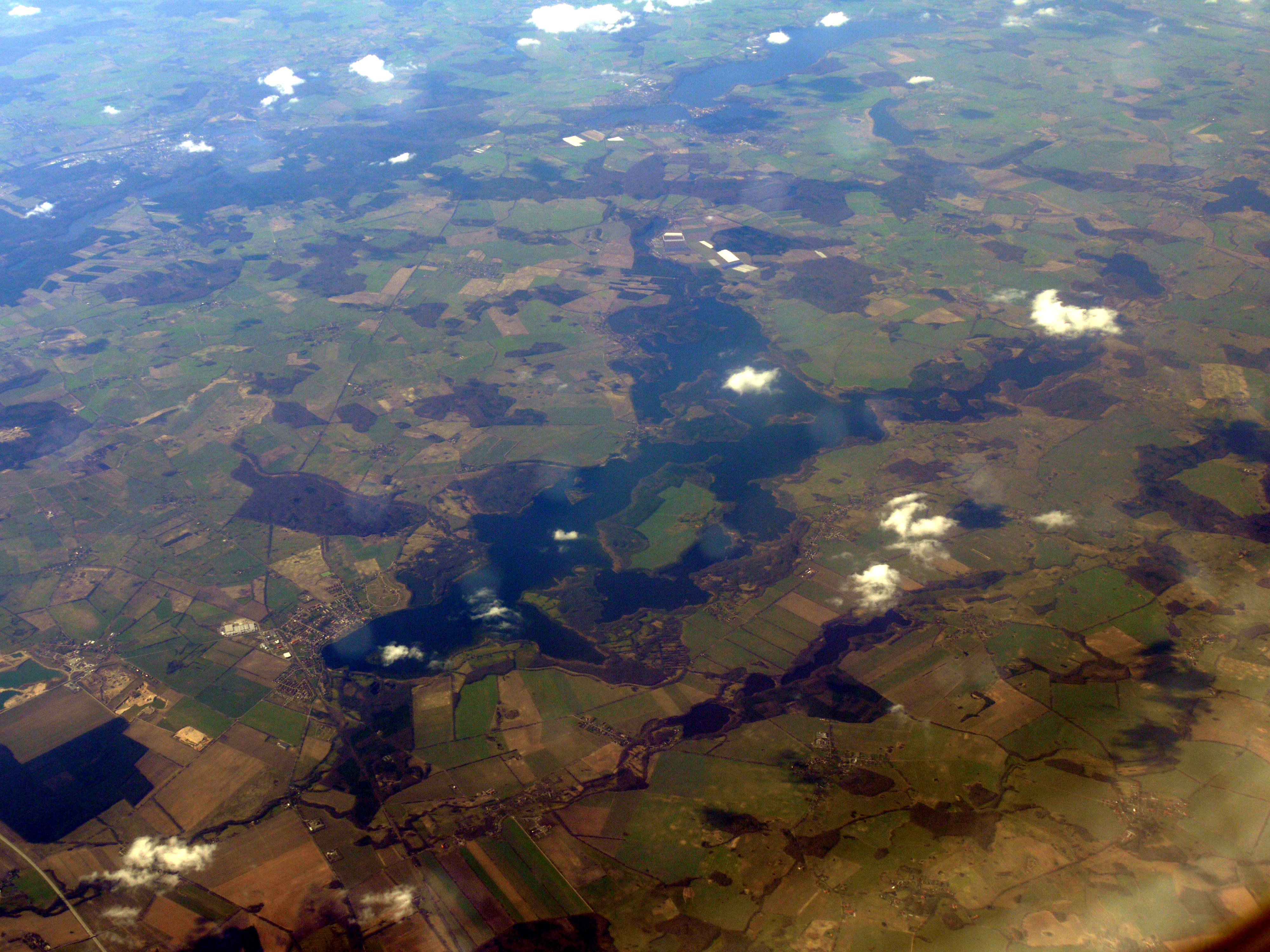
Luftaufnahme des Schaalsees (2010)

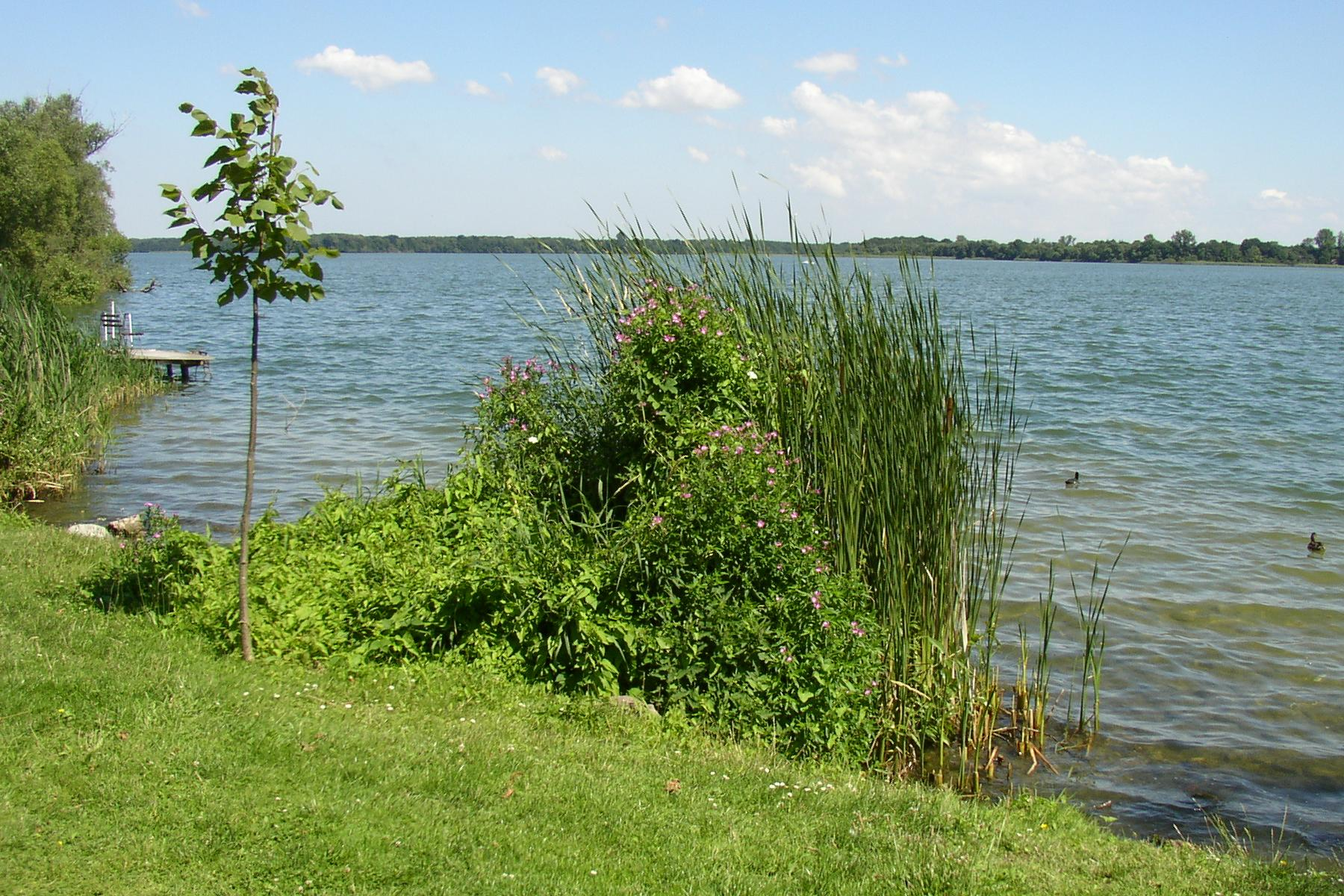
Schaalsee bei Zarrentin

Auf einer geraden Linie zwischen Hamburg und Schwerin ist der Schaalsee 62 km von Hamburg und 32 km von Schwerin entfernt.
In Nord-Süd-Richtung ist er 14,3 Kilometer lang und mit 72,0 Meter der tiefste Klarwassersee Norddeutschlands. Der Wasserspiegel liegt 34,8 m ü. NHN.
Der ganze Schaalsee besteht aus mehreren zusammenhängenden Teilseen, namentlich benannt sind

im Norden: Dutzower See, Bernstorfer Binnensee, Niendorfer Binnensee;

im Westen: Priestersee, Seedorfer Küchensee;

im Süden: Lassahner See, Borgsee, Techiner See, Kirchensee.

Der Schaalsee ist über den Phulsee, den Pipersee, den Salemer See und schließlich über den von 1923 bis 1925 erbauten Schaalseekanal mit dem Großen Küchensee, einem Abschnitt des Ratzeburger Sees, verbunden. Am Ende des Kanals befindet sich das Wasserkraftwerk Farchau, das das Gefälle zum niedrigeren Seespiegel des Ratzeburger Sees ausnutzt.
Die am Südufer gelegene Stadt Zarrentin ist der größte Ort am See. Dort entwässert die Schaale als natürlicher Abfluss den Schaalsee. Die Schaale fließt weiter nach Süden und mündet in die Sude, die nach wenigen Kilometern in die Elbe fließt.
Im Schaalsee befinden sich mehrere Inseln und Halbinseln, von denen die Halbinsel Kampenwerder die größte ist. Des Weiteren liegen im See die Stintenburginsel sowie einige weitere unbewohnte Inseln wie beispielsweise die Rethwiese.
Bei Dargow, einer Ortschaft am Nordufer des Schaalsees, steht seit 2001 ein hölzerner Aussichtsturm (⊙), der einen guten Blick über den See bietet.
Westlich des Schaalsees verlief die Bahnstrecke Hagenow Land–Bad Oldesloe.

## Schaalsee und Innerdeutsche Grenze
Der Schaalsee befand sich bis 1945 überwiegend auf preußischem Gebiet. Nach Ende des Zweiten Weltkriegs kam es mit dem Barber-Ljaschtschenko-Abkommen zu einem Gebietstausch zwischen der britischen und der sowjetischen Besatzungszone, in dessen Folge der See etwa zur Hälfte zu beiden Zonen gehörte. Das Ostufer befand sich dadurch bis Ende 1989 im Sperrgebiet der DDR an der Innerdeutschen Grenze. Aufgrund dieser Trennung hat sich eine besondere Naturlandschaft entwickelt.
Dutzow gehörte zu den Dörfern, die durch die Grenze zweigeteilt waren.
Im Dorf Lankow fand eine Zwangsumsiedlung statt.
1964 gelang Wolfgang Buchhorn die Flucht über den vereisten See.
Die Grenzöffnung vollzog sich zum Jahreswechsel 1989/1990.
In der Zeit danach verlief die wirtschaftliche Entwicklung auf der östlichen Seite teilweise günstiger als auf der westlichen.

## Fischfauna
Der Schaalsee beherbergt einen guten Bestand an großen Raubfischen. So sind Hechte um die 90 Zentimeter und 30 Zentimeter lange Flussbarsche häufig. Von der Lebensweise her gehören die kapitalen Hechte zu den sogenannten Freiwasserhechten, welche den Maränenschwärmen folgen. In Tiefen ab 15 Metern kommen Aalquappen vor. Bei den Friedfischen sind es vor allem Brassen, die Gewichte von 3 bis 5 Kilogramm erreichen und sich im Frühjahr zur Laichzeit in großer Zahl in der Uferregion aufhalten. Auch soll es Karpfen von 15 Kilogramm und Schleien von 4 Kilogramm Gewicht geben. Angelkarte und Boote werden von der Fischerei Rehboom in Zarrentin, vom Landessportfischerverband Schleswig-Holstein oder vom Campingplatz Groß Zecher ausgegeben.

## Filme
- Die Lauenburgischen Seen